# Andalo
Andalo é uma comuna italiana da região do Trentino-Alto Ádige, província de Trento, com cerca de 1.014 habitantes. Estende-se por uma área de 9 km², tendo uma densidade populacional de 113 hab/km². Faz divisa com Fai della Paganella, Cavedago, Molveno, Zambana, San Lorenzo in Banale, Terlago.